# Alfredo Torres
Alfredo Torres   (La Experiencia, 31 de maig de 1931 - Guadalajara, 10 de novembre de 2022) fou un exfutbolista mexicà.

## Selecció de Mèxic
Va formar part de l'equip mexicà a la Copa del Món de 1954.
Posteriorment fou entrenador.